# Cattedrale della Beata Vergine Maria e di Sant'Andrea apostolo
La cattedrale della Beata Vergine Maria e di Sant'Andrea apostolo (in tedesco Kathedrale Maria Schutz und St. Andreas; in ucraino Собор Покрови Пресвятої Богородиці та Св. Андрія Первозванного?, Sobor Pokrovy Presvjatoï Bohordyci ta Sv. Andrija Pervozvannoho) è una chiesa di Monaco di Baviera e cattedrale dell'esarcato apostolico di Germania e Scandinavia.

## Storia e descrizione
La chiesa è stata edificata nel 1976 in stile costruttivista, su progetto dell'architetto tedesco Erwin Schleich, e consacrata il 17 ottobre dello stesso anno. Il 22 novembre 2008 vi è stato inaugurato un memoriale per le vittime dell'Holodomor.
L'esterno è arricchito da rilievi in bronzo rotondi raffiguranti i fondatori del cristianesimo in Ucraina: a sinistra dell'ingresso San Vladimiro di Kiev e a destra Santa Olga. 
L'interno è decorato con opere d'arte di Sviatoslav Hordynsky.

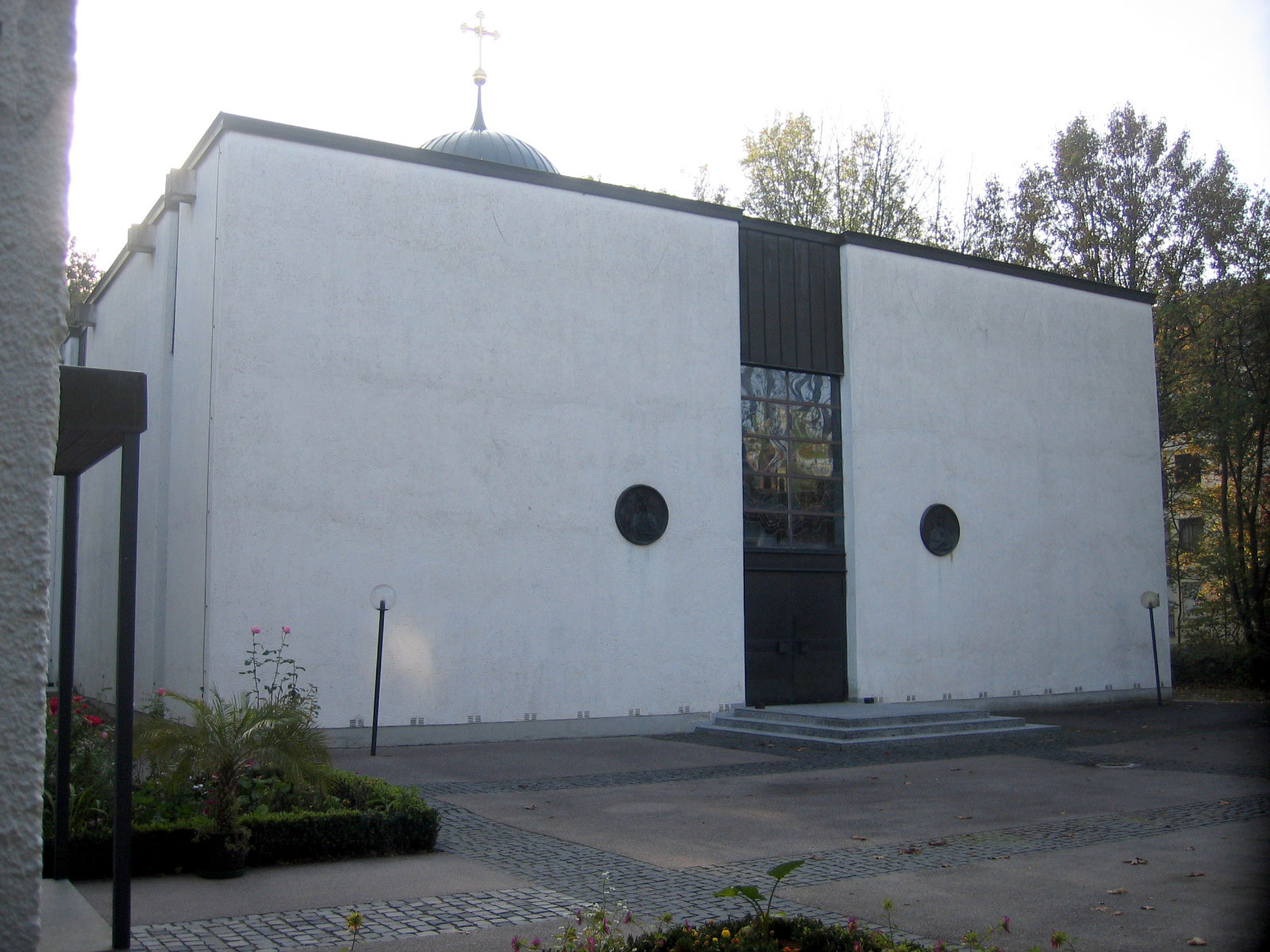
Esterno
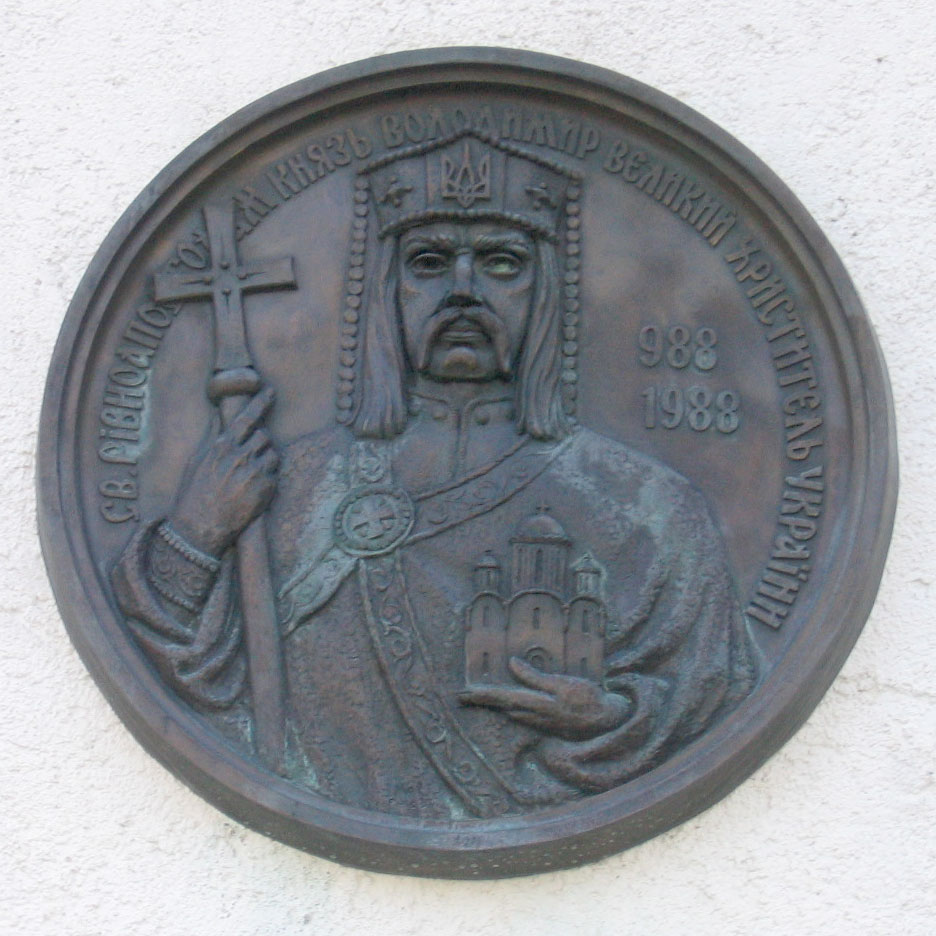
Rilievo di San Vladimiro
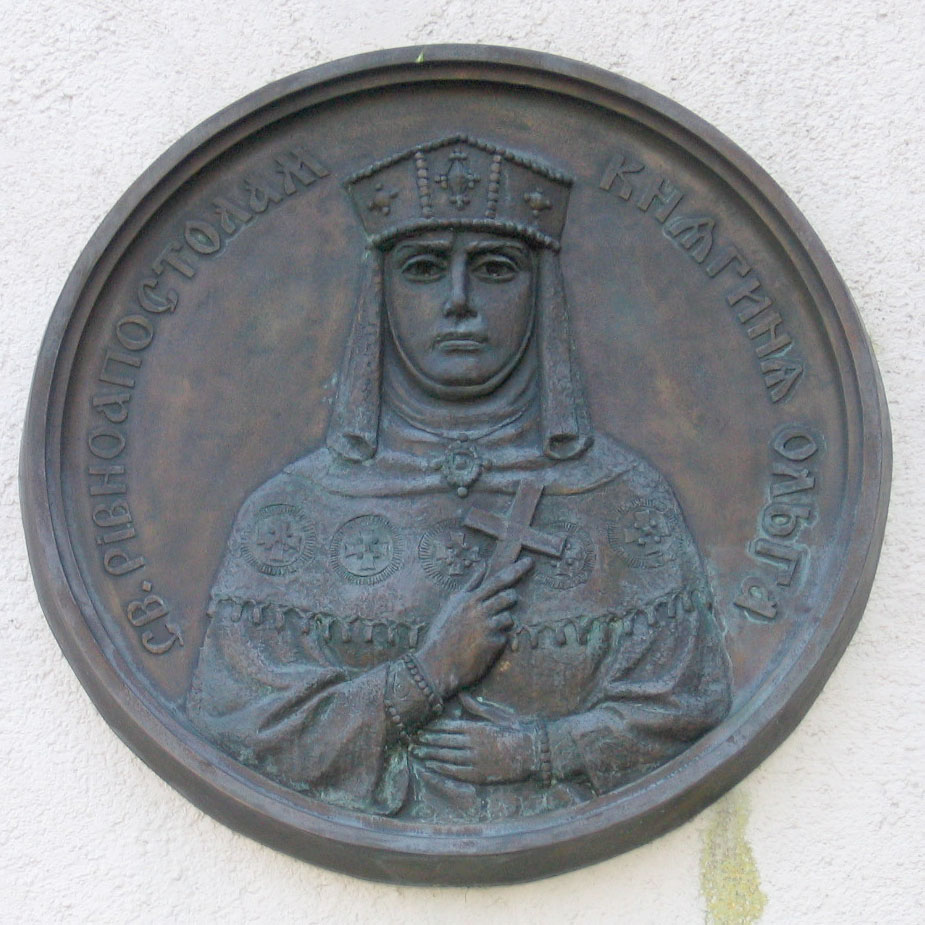
Rilievo di Santa Olga